# Povlje
Povlje je naselje u slovenskoj Općini Kranju. Povlje se nalazi u pokrajini Gorenjskoj i statističkoj regiji Gorenjskoj. 

## Stanovništvo
Prema popisu stanovništva iz 2002. godine naselje je imalo 28 stanovnika.